# Rodolfo Antúnez
Rodolfo Antúnez (Buenos Aires, Argentina; 4 de julio de 1965) es un director de televisión argentino. Conocido por sus trabajos en las ficciones de Pol-ka Producciones. Entre ellos los éxitos 22, el loco y Son amores. 

## Televisión
Director
- Primicias (2000)
- Ilusiones (compartidas) (2000)
- 22, el loco (2001)
- Son amores (2002)
- Buen partido (2002 - Chile)
- Durmiendo con mi jefe (2003)
- Los pensionados (2004)
- Una familia especial (2005)
- Sos mi vida (2006)
- Son de fierro (2007)
- Enseñame a vivir (2009)
- Los únicos (2011)
- Divina, está en tu corazón (2017)
- Simona (2018)
- Mi hermano es un clon (2018)
- Argentina, tierra de amor y venganza (2019)

Director de segunda unidad
- Verdad consecuencia (1996)
- RRDT (1997)
- Carola Casini (1997)
- Mis amigos de siempre (2014)

## Premios
Nominaciones
- Martín Fierro 2002: Mejor dirección (Son amores)